# Charles Théophile Bruand d'Uzelle
Charles Théophile Bruand d'Uzelle (5 marzo 1808 – 3 agosto 1861) è stato un entomologo francese.

## Biografia
Produsse diversi lavori riguardanti i lepidotteri, con particolare attenzione ai microlepidotteri, istituendo tra l'altro la famiglia Adelidae (1850).
A lui Tutt dedicò nel 1900 il genere Bruandia (Psychidae).

## Pubblicazioni (elenco parziale)
- Bruand d'Uzelle, C. T. (1841) - Notices sur quelques Lépidoptères très-rares, ou nouveaux pour le département du Doubs.
- Bruand d'Uzelle, C. T. (1845-47) - Catalogue systématique et synonymique des lépidoptères du Départment du Doubs.
- Bruand d'Uzelle, C. T. (1845-56) - Memoires de la Société d'Emulation du Doubs. Besançon.
- Bruand d'Uzelle, C. T. (1848) - Monographie des Lépidoptères nuisibles.

| Bruand è l'abbreviazione standard utilizzata per le specie animali descritte da Charles Théophile Bruand d'Uzelle. Categoria:Taxa classificati da Charles Théophile Bruand d'Uzelle |